# اوندژی زاهوستل
اوندژی زاهوستل (چکی: Ondřej Zahustel؛ زادهٔ ۱۸ ژوئن ۱۹۹۱) بازیکن فوتبال اهل جمهوری چک است.
از باشگاه‌هایی که در آن بازی کرده‌است می‌توان به باشگاه فوتبال اسپارتا پراگ و باشگاه فوتبال ملادا بولسلاف اشاره کرد.
وی همچنین در تیم‌های ملی فوتبال زیر ۲۱ سال جمهوری چک، و جمهوری چک بازی کرده‌است.